# СОФИКС
СОФИКС (SOFIX) е български борсов индекс на „Българска фондова борса – София“ (БФБ).
Индексът започва да се изчислява на 20 октомври 2000 г. Базисната му стойност е 100. Изчислява се като съотношение на дневната сума от пазарната капитализация на дружествата включени в него и сумата на пазарната капитализация на същите дружества към предходния ден. Дружествата, на базата, на които се изчислява индексът, могат да варират от 5 до 50 броя.
От септември 2016 г. на Българска фондова борса – София се търгува българският индексен фонд, който следва представянето на основния борсов индекс SOFIX – Expat Bulgaria SOFIX UCITS ETF.

## Изисквания за включване на дружество
Идеята на индекса е да събира емисиите с най-ликвидни акции търгувани на регулираните пазари, отговарящи освен това на следните изисквания:
- Емисиите да са търгувани не по-малко от три месеца на регулираните пазари;
- Пазарната капитализация на всяко от дружествата да не е по-малка от 2 милиона лева;
- Броят на акционерите на всяко едно от дружествата да не е по-малък от 500 души;
- Акциите на дружествата да са търгувани най-малко на 20 на сто от борсовите сесии през последните три месеца.

## Методология за изчисляване
1. Индексът за деня, се изчислява, като базисната стойност се умножи по отношението на сумата от пазарната капитализация на емисиите на дружествата, включени СОФИКС към текущия момент, и сумата от пазарната капитализация в базисния период.
2. Пазарната капитализация на всяка една от емисиите на дружествата е произведението от броя емитирани акции и последната среднопретеглена цена.
3. Определянето на среднопретеглената цена се извършва след края на търговската сесия, като отношение на реализирания оборот към броя изтъргувани акции на всяка една от емисиите на дружествата, включени в индекса. При формиране на среднопретеглената цена не се включват оборота и ценните книжа от блокови сделки и сделки на „Приватизационен пазар“.

## Формула за изчисляване
{\displaystyle SOFIX_{t}=SOFIX_{t-1}\times \left[{\frac {\displaystyle \sum _{i=1}^{n}N_{i,t}\times P_{i,t}\times D_{t}}{\displaystyle \sum _{i=1}^{n}N_{i,t-1}\times P_{i,t-1}}}\right]\times K}
където:
- {\displaystyle SOFIX} е индекс на регулираните пазари на БФБ–София АД;
- {\displaystyle N_{i,t}} е броят акции в емисията на съответното дружество в деня t;
- {\displaystyle P_{i,t}} е среднопретеглената цена за i-тата ценна книга за деня t
- {\displaystyle P_{i,t-1}} е среднопретеглената цена за i-тата ценна книга за деня t-1
- {\displaystyle n} е броят емисии, включени в индекса;
- {\displaystyle i} е показателят за конкретната ценна книга;
- {\displaystyle t} е денят, за който се изчислява индексът;
- {\displaystyle D_{i,t}} e делителят за текущата търговска сесия за i-тата ценна книга;
- {\displaystyle K} е коригиращият фактор (К=1, освен при промяна в базата на индекса).

При настъпване на корпоративно събитие, налагащо промяна на делителя, неговата стойност за следващата търговска сесия се изчислява по следния начин:
{\displaystyle D_{i,t+1}={\frac {N_{i,t}\times P_{i,t}}{N_{i,t}^{n}\times P_{i,t}^{n}}}}
където:
- {\displaystyle D_{i,t+1}} e делителят за следващата търговска сесия за i-тата ценна книга;
- {\displaystyle P_{i,t}^{n}} е коригираната среднопретеглена цена за i-тата ценна книга след края на сесията в деня t вследствие на настъпване на корпоративно събитие на деня t+1
- {\displaystyle N_{i,t}^{n}} е коригираният брой акции на i-тата ценна книга след края на сесията в деня t вследствие на настъпване на корпоративно събитие на деня t+1.

Промяна в базата на SOFIX (емисиите, включени в изчисляването му) се извършва с Решение на Съвета на директорите по Раздел V и се обявява в официалния бюлетин на борсата поне две седмици преди извършването ѝ. В този случай коригиращият фактор за следващия ден (денят t+1) се изчислява по следния начин:
{\displaystyle K_{t+1}={\frac {SOFIX_{oldbase}}{SOFIX_{newbase}}}}
където:
- {\displaystyle SOFIX_{oldbase}} е стойността на индекса след приключване на сесията.
- {\displaystyle SOFIX_{newbase}} е стойността на индекса след приключване на сесията, изчислен при новата база.

## Дружества, включени в индекса
Списъкът е актуален към 16 януари 2024.
| Лого | Компания                                 | Стопански сектор                     | Борсов код |
| ---- | ---------------------------------------- | ------------------------------------ | ---------- |
|      | „Адванс Терафонд“ АДСИЦ                  | финансови и застрахователни дейности | ATER       |
|      | „Агрия Груп Холдинг“ АД                  |                                      | AGH        |
|      | „Българска фондова борса – София“ АД     | финансови и застрахователни дейности | BSE        |
|      | „Доверие Обединен Холдинг“ АД            |                                      | DUH        |
|      | „Еврохолд България“ АД                   | финансови и застрахователни дейности | EUBG       |
|      | „Елана Агрокредит“ АД                    |                                      | EAD        |
|      | „М+С Хидравлик“ АД                       | машиностроене                        | 5MH        |
|      | „ТБ Първа инвестиционна банка“ АД        | финансови и банкови услуги           | FIB        |
|      | „Сирма Груп Холдинг“ АД                  |                                      | SGH        |
|      | Софарма АД                               | фармацевтично производство           | 3JR        |
|      | „ТБ Централна кооперативна банка“ АД     | финансови и банкови услуги           | CCB        |
|      | „Фонд за недвижими имоти България“ АДСИЦ |                                      | BREF       |
|      | „Химимпорт“ АД                           | финансови и инвестиционни дейности   | CHIM       |
|      | „Холдинг Варна“ AД                       |                                      | HVAR       |
|      | „Шелли груп“ АД                          |                                      | SLYG       |